# Utrechtiaceae
Utrechtiaceae је фамилија изумрлих четинара која обухвата врсте које су расле у периоду од касног карбона до раног перма.